# Juan C. Bonilla
Juan C. Bonilla är en kommun i Mexiko.   Den ligger i delstaten Puebla, i den sydöstra delen av landet, 90 km öster om huvudstaden Mexico City. Antalet invånare är 18 540. Arean är 54 kvadratkilometer.
Terrängen i Juan C. Bonilla är en högslätt.
Följande samhällen finns i Juan C. Bonilla:
- Santa María Zacatepec
- Cuanalá